# 스마트OS
스마트OS(SmartOS)는 리눅스의 KVM 가상화와 함께 오픈솔라리스 기술을 포함하는 유닉스 운영 체제 기반의 자유-오픈 소스 SVR4 하이퍼바이저이다. 코어 커널은 illumos 프로젝트에 기여되었다. 여러 기술이 제공된다: 크로스보, DTrace, KVM, ZFS, 존. 다른 illumos 배보판과 달리 스마트OS는 NetBSD pkgsrc 패키지 관리를 사용한다. 스마트OS는 특히 클라우드를 만들고 어플라이언스를 생성하는 일에 알맞다. Joyent가 개발하였으나 오픈 소스이므로 누구에게나 자유로 이용이 가능하다.
스마트OS는 인 메모리 운영 체제이며 랜덤 액세스 메모리(RAM)에서 직접 부팅한다. USB 섬드라이브, ISO 이미지, PXE 부팅을 경유하는 네트워크를 통하여 다양한 부팅 매커니즘을 지원한다.
이러한 부팅 매커니즘을 이용할 때 얻을 수 있는 수많은 이점들 가운데 하나는 운영 체제 업그레이드가 하찮은 일이므로 간단히 더 새로운 스마트OS 이미지 버전으로 재부팅하는 것만이 필요하다는 점이다.